# Ivana Maranić
Ivana Maranić (ur. 12 września 1991) – chorwacka judoczka. Olimpijka z Tokio 2020, gdzie zajęła siedemnaste miejsce w wadze ciężkiej.
Zajęła siódme miejsce na mistrzostwach świata w 2018; uczestniczka zawodów w 2014, 2015 i 2021. Startowała w Pucharze Świata w latach 2008, 2010-2013, 2015-2017 i 2022. Piąta na mistrzostwach Europy w 2018 i trzecia w drużynie w 2017. Mistrzyni Chorwacji w latach 2008–2010, 2012, 2013, 2015, 2018–2020 i 2022.

## Letnie Igrzyska Olimpijskie 2020
| Konkurencja | Rundy eliminacyjne         | Klas. końcowa |
| Konkurencja | Przeciwnik I               | Miejsce       |
| ----------- | -------------------------- | ------------- |
| 78 kg       | Sandra Jablonskytė (LTU) P | 17.           |

## Mistrzostwa świata w judo

### Czelabińsk 2014
- Przegrała z Choi Mi-young z Korei Południowej i odpadła z turnieju[8].

### Astana 2015
- Przegrała z Abigél Joó z Węgier i odpadła z turnieju[9].

### Baku 2018
- Wygrała z Senegalką Monicą Sagną i Yelyzavetą Kalaniną z Ukrainy, a w ćwierćfinale przegrała z Kubanką z Idalys Ortíz. W repasażu przegrała z Sarah Adlington z Wielkiej Brytanii[10].

### Budapeszt 2021
- Wygrała z Kamilą Berlikash z Kazachstanu i Izayaną Marenco z Nikaraguii, a przegrała z Brazylijką Beatriz Souzą[11].